# GvA Trofee veldrijden 2009-2010
De Gazet van Antwerpen Trofee Veldrijden 2009-2010 was het 23e seizoen van dit regelmatigheidscriterium in het veldrijden. De wedstrijdserie begon op 10 oktober 2009 en eindigde op 21 februari 2010. Vanaf dit jaar doet ook Wallonië zijn intrede met de citadelcross op de Citadel van Namen. De Jaarmarktcross van Niel vervalt echter. Ook de puntentelling is gewijzigd: slecht de eerste 20 renners krijgen nog punten, terwijl vroeger nog 30 renners binnen de prijzen vielen.

## Kalender
| Datum      | Locatie                                   | Cat. | Eerste        | Tweede        | Derde            |
| ---------- | ----------------------------------------- | ---- | ------------- | ------------- | ---------------- |
| 10/10/2009 | Namen - Citadelcross                      | C2   | Niels Albert  | Sven Nys      | Zdeněk Štybar    |
| 25/10/2009 | Koppenberg - GP Willy Naessens            | C1   | Sven Nys      | Niels Albert  | Klaas Vantornout |
| 21/11/2009 | Hasselt - GP van Hasselt                  | C2   | Zdeněk Štybar | Kevin Pauwels | Niels Albert     |
| 12/12/2009 | Essen - GP Rouwmoer                       | C2   | Niels Albert  | Sven Nys      | Zdeněk Štybar    |
| 29/12/2009 | Loenhout - Azencross                      | C1   | Sven Nys      | Niels Albert  | Zdeněk Štybar    |
| 01/01/2010 | Baal - GP Sven Nys                        | C1   | Sven Nys      | Zdeněk Štybar | Niels Albert     |
| 06/02/2010 | Lille - Krawatencross                     | C1   | Sven Nys      | Zdeněk Štybar | Kevin Pauwels    |
| 21/02/2010 | Oostmalle - Internationale Sluitingsprijs | C1   | Bart Wellens  | Zdeněk Štybar | Kevin Pauwels    |

## Puntenverdeling
De eerste 20 kregen punten aan de hand van de volgende tabel:
| Positie | 1  | 2  | 3  | 4  | 5  | 6  | 7  | 8  | 9  | 10 | 11 | 12 | 13 | 14 | 15 | 16 | 17 | 18 | 19 | 20 |
| Punten  | 25 | 22 | 19 | 17 | 16 | 15 | 14 | 13 | 12 | 11 | 10 | 9  | 8  | 7  | 6  | 5  | 4  | 3  | 2  | 1  |

## Eindstand (top 10)
| Nr. | Veldrijder            | Punten |
| --- | --------------------- | ------ |
| 1.  | Sven Nys              | 188    |
| 2.  | Zdeněk Štybar         | 182    |
| 2.  | Niels Albert          | 168    |
| 4.  | Kevin Pauwels         | 125    |
| 5.  | Bart Aernouts         | 115    |
| 6.  | Gerben de Knegt       | 111    |
| 7.  | Dieter Vanthourenhout | 101    |
| 8.  | Klaas Vantornout      | 81     |
| 9.  | Radomír Šimůnek       | 68     |
| 10. | Erwin Vervecken       | 65     |

## Uitslagen
| Nr. | Naam                  | Tijd    |
| --- | --------------------- | ------- |
| 1   | Niels Albert          | 1:05.05 |
| 2   | Sven Nys              | + 0.42  |
| 3   | Zdeněk Štybar         | + 2.02  |
| 4   | Klaas Vantornout      | + 2.22  |
| 5   | Bart Aernouts         | + 2.50  |
| 6   | Kevin Pauwels         | + 3.21  |
| 7   | Erwin Vervecken       | + 3.45  |
| 8   | Gerben de Knegt       | + 3.52  |
| 9   | Dieter Vanthourenhout | + 4.10  |
| 10  | Radomír Šimůnek       | + 4.20  |

| Nr. | Naam             | Tijd    |
| --- | ---------------- | ------- |
| 1   | Sven Nys         | 1:02.08 |
| 2   | Niels Albert     | + 0.04  |
| 3   | Klaas Vantornout | + 0.07  |
| 4   | Kevin Pauwels    | zt      |
| 5   | Zdeněk Štybar    | + 0.14  |
| 6   | Francis Mourey   | + 0.24  |
| 7   | Bart Aernouts    | + 1.04  |
| 8   | Enrico Franzoi   | + 1.15  |
| 9   | Gerben de Knegt  | zt      |
| 10  | Erwin Vervecken  | + 1.25  |

| Nr. | Naam                  | Tijd   |
| --- | --------------------- | ------ |
| 1   | Zdeněk Štybar         | 58.31  |
| 2   | Kevin Pauwels         | zt     |
| 3   | Niels Albert          | zt     |
| 4   | Klaas Vantornout      | zt     |
| 5   | Bart Aernouts         | + 0.07 |
| 6   | Sven Nys              | + 0.38 |
| 7   | Gerben de Knegt       | zt     |
| 8   | Radomír Šimůnek       | zt     |
| 9   | Dieter Vanthourenhout | zt     |
| 10  | Rob Peeters           | zt     |

| Nr. | Naam                  | Tijd    |
| --- | --------------------- | ------- |
| 1   | Niels Albert          | 1:02.14 |
| 2   | Sven Nys              | + 0.11  |
| 3   | Zdeněk Štybar         | + 0.33  |
| 4   | Kevin Pauwels         | + 1.23  |
| 5   | Dieter Vanthourenhout | + 2.04  |
| 6   | Bart Aernouts         | + 2.07  |
| 7   | Radomír Šimůnek       | + 2.12  |
| 8   | Enrico Franzoi        | + 2.36  |
| 9   | Tom Van den Bosch     | + 2.42  |
| 10  | Gerben de Knegt       | + 2.54  |

| Nr. | Naam                  | Tijd    |
| --- | --------------------- | ------- |
| 1   | Sven Nys              | 1:02.25 |
| 2   | Niels Albert          | + 0.08  |
| 3   | Zdeněk Štybar         | + 0.17  |
| 4   | Gerben de Knegt       | + 1.21  |
| 5   | Rob Peeters           | + 1.42  |
| 6   | Dieter Vanthourenhout | + 1.45  |
| 7   | Bart Wellens          | + 1.47  |
| 8   | Enrico Franzoi        | + 1.50  |
| 9   | Bart Aernouts         | + 1.54  |
| 10  | Christian Heule       | + 1.58  |

| Nr. | Naam             | Tijd    |
| --- | ---------------- | ------- |
| 1   | Sven Nys         | 1:04.42 |
| 2   | Zdeněk Štybar    | + 0.06  |
| 3   | Niels Albert     | + 0.46  |
| 4   | Gerben de Knegt  | + 0.57  |
| 5   | Francis Mourey   | + 1.17  |
| 6   | Bart Aernouts    | + 1.33  |
| 7   | Erwin Vervecken  | + 2.16  |
| 8   | Philip Walsleben | + 2.22  |
| 9   | Klaas Vantornout | + 2.45  |
| 10  | Christian Heule  | + 2.55  |

| Nr. | Naam                  | Tijd    |
| --- | --------------------- | ------- |
| 1   | Sven Nys              | 1:04.09 |
| 2   | Zdeněk Štybar         | zt      |
| 3   | Kevin Pauwels         | + 0.56  |
| 4   | Niels Albert          | zt      |
| 5   | Sven Vanthourenhout   | zt      |
| 6   | Bart Aernouts         | + 1.12  |
| 7   | Bart Wellens          | + 1.44  |
| 8   | Dieter Vanthourenhout | + 2.18  |
| 9   | Rob Peeters           | zt      |
| 10  | Gerben de Knegt       | + 2.31  |

| Nr. | Naam                  | Tijd    |
| --- | --------------------- | ------- |
| 1   | Bart Wellens          | 1:01.44 |
| 2   | Zdeněk Štybar         | + 0.59  |
| 3   | Kevin Pauwels         | zt      |
| 4   | Sven Vanthourenhout   | + 1.03  |
| 5   | Dieter Vanthourenhout | + 1.05  |
| 6   | Sven Nys              | + 1.07  |
| 7   | Tom Meeusen           | + 1.08  |
| 8   | Gerben de Knegt       | + 1.09  |
| 9   | Bart Aernouts         | zt      |
| 10  | Niels Albert          | + 1.34  |

Kampioenschappen:  Wereldkampioenschappen · 
 Europese kampioenschappen · 
 Belgische kampioenschappen · 
 Nederlandse kampioenschappen
Klassementen:  Wereldbeker · 
 Superprestige · 
 GvA Trofee · 
 TOI TOI Cup · 
 Challenge national
Overig:  Fidea Cyclocross Classics
1987-1988 · 1988-1989 · 1989-1990 · 1990-1991 · 1991-1992 · 1992-1993 · 1993-1994 · 1994-1995 · 1995-1996 · 1996-1997 · 1997-1998 · 1998-1999 · 1999-2000 · 2000-2001 · 2001-2002 · 2002-2003 · 2003-2004 · 2004-2005 · 2005-2006 · 2006-2007 · 2007-2008 · 2008-2009 · 2009-2010 · 2010-2011 · 2011-2012 · 2012-2013 · 2013-2014 · 2014-2015 · 2015-2016 · 2016-2017 · 2017-2018 · 2018-2019 · 2019-2020 · 2020-2021 · 2021-2022 · 2022-2023 · 2023-2024 · 2024-2025